# Streator
Streator ist eine Stadt im LaSalle County und zu einem kleineren Teil im Livingston County im US-amerikanischen Bundesstaat Illinois am Vermilion River.
Im Jahre 2020 hatte Streator 12.500 Einwohner.

## Geographie
Die Stadt erstreckt sich über 15,0 km², die sich auf 14,9 km² Land- und 0,1 km² Wasserfläche verteilen.
Streator liegt beiderseits des Vermilion River, der beim 39,6 Straßenkilometer nordwestlich liegenden Oglesby in den Illinois River mündet.
Durch den Ort verlaufen die Illinois State Routes 18 und 23. 20 km westlich der Stadt verläuft die Interstate 39. Diese ist Teil der Verbindung von Wisconsins Hauptstadt Madison (vorbei am 156 km entfernten Rockford 266 km nördlich von Streator) nach St. Louis in Missouri (über das 202 km entfernte Springfield 361 km südwestlich von Streator). Chicago liegt 157 km im Nordosten, Wisconsins größte Stadt Milwaukee 272 km in nordnordöstlicher Richtung und die Quad Cities 181 km in westnordwestlicher Richtung.
Streator ist auch Knotenpunkt mehrerer Bahnlinien.

## Geschichte
Die ersten bekannten Bewohner der Gegend waren die Kaskaskia, ein Stamm, der zur Illiniwek Konföderation gehörte. Sie waren Jäger, Sammler, Krieger und Händler. Die Illiniwek waren die letzten Träger der Mississippi-Kultur.
Die ersten Europäer in der Gegend waren 1673 die Franzosen Jacques Marquette und Louis Joliet. Marquette gründete 1675 in der Hauptsiedlung der Kaskaskia eine Missionsstation. Da die Irokesen die Kaskaskia häufig angriffen, ließ der französische Entdecker La Salle einen befestigten Posten an der Stelle, die heute als Starved Rock bekannt ist, errichten. Die Angriffe der Irokesen dauerten jedoch an, sodass um 1691 die Siedlung aufgegeben wurde. In den Jahren nach der ersten Erkundung der Region begannen die Franzosen die inzwischen Louisiana genannte neue Kolonie zu besiedeln. Im Verlaufe des 18. Jahrhunderts siedelten sich französische und britische Pelzjäger und -händler an.
Nach dem Franzosen- und Indianerkrieg verlor Frankreich 1763 die Kontrolle über alle Gebiete östlich des Mississippi. Nach dem Amerikanischen Unabhängigkeitskrieg wurde 1809 das Illinois-Territorium gegründet, das 1818 als 21. Bundesstaat in die Union aufgenommen wurde.
Die Stadt Chicago war das Zentrum der sich nun rasant entwickelnden Region. Für die Entwicklung von Streator war besonders der Illinois and Michigan Canal von Bedeutung. Durch den Kanal wurde eine Wasserstraße von den Großen Seen zum Mississippi River geschaffen und der Schiffsverkehr in der Region wurde ein wichtiger Wirtschaftsfaktor. Die Städte entlang der Flüsse und Kanäle entwickelten sich schnell.
Da es große Kohlevorkommen in der Nähe der Oberfläche gab, wurde diese zunehmend in der Umgebung von Streator gefördert. Es gab durch die zunehmende Industrialisierung einen großen Bedarf nach Kohle und so wurde auch in Förderanlagen investiert.

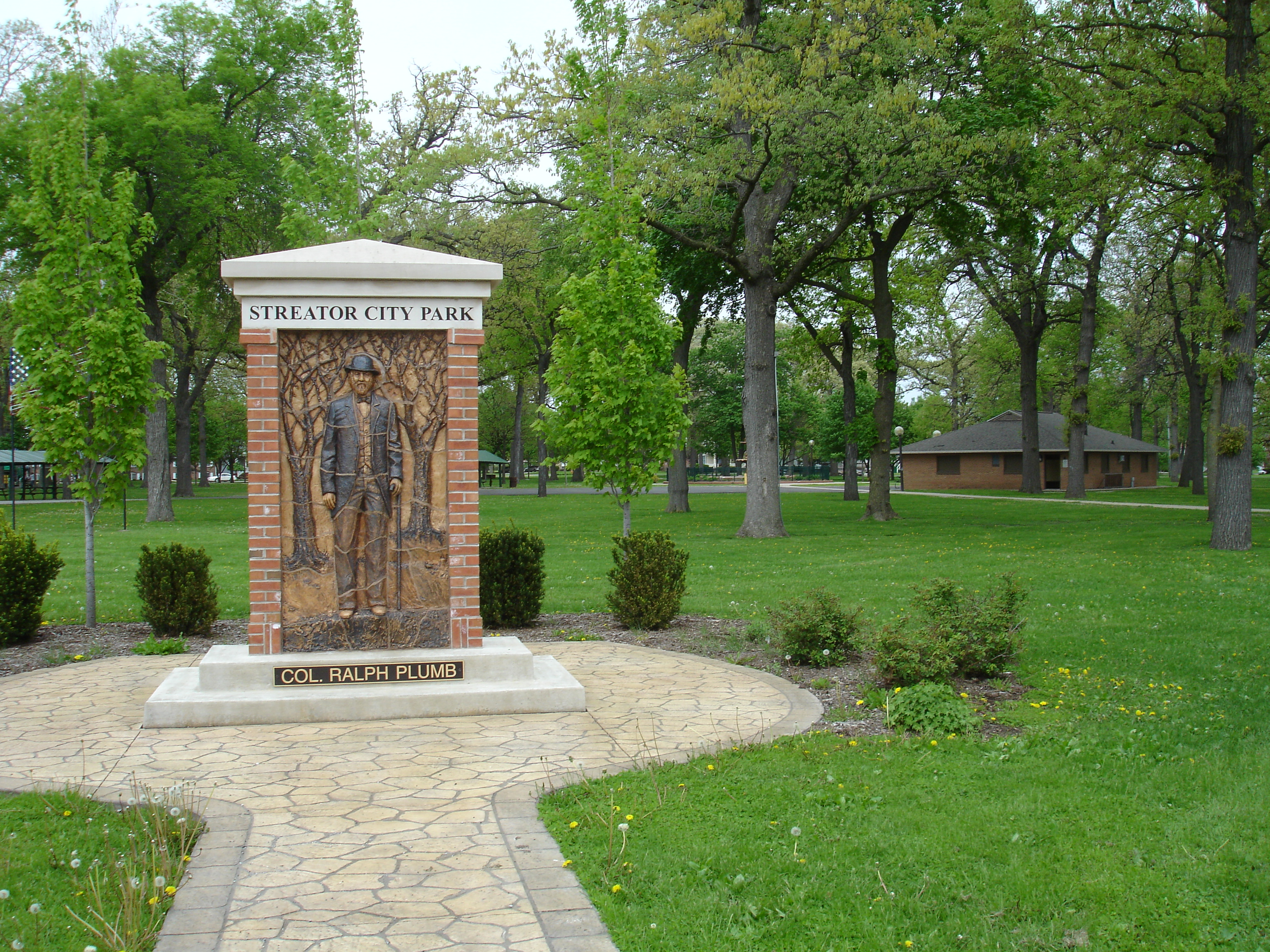
Relief von Ralph Plumb im Stadtpark von Streator

1866 finanzierte der Eisenbahnmagnat Worthy S. Streator aus Cleveland in Ohio die erste Kohlegrube, nachdem er seinen Neffen Ralph Plumb mit der Leitung der Kohleförderung im mittleren Illinois betraut hatte. Der Erfolg des Projektes schuf Bedarf nach Bahnlinien zu den Gruben. Plumb und Streater nahmen den damaligen Abgeordneten und späteren Präsidenten James A. Garfield mit ins Geschäft, um dessen Einfluss zu nutzen. Garfield sollte erreichen, dass in der Stadt Streator der Knotenpunkt für alle Eisenbahnlinien der weiteren Umgebung entsteht. Dieser Plan scheiterte jedoch.
Zu Plumbs Aufgaben gehörte es auch, in der schnell wachsenden Gegend Grundstücke zu parzellieren und für die Besiedlung vorzubereiten. Die Siedlung wurde 1868 gegründet und 1882 zur Stadt erhoben. Plumb war der erste Bürgermeister der Stadt. Später wurde der Abgeordneter des Repräsentantenhauses.
Durch den Kohlebedarf im Raum Chicago, die zunehmende Einwanderung aus Europa und die Investitionen aus den Industriestädten der Ostküste wuchs die Stadt Streator sehr schnell. Der Bedarf an Arbeitskräften für die Vermilion Coal Company konnte nur schwer gedeckt werden. Es wurden über Reedereien und Eisenbahngesellschaften Werbung für die Arbeitsmöglichkeiten in Streator gemacht. Für neue Minenarbeiter wurden Baugrundstücke günstig bereitgestellt, wobei die Minengesellschaft aber die Schürfrechte behielt.
1870 hatte Streator 1.486 Einwohner, 1880 hatte sich die Einwohnerzahl verdreifacht. Schottische, englische, walisische, deutsche und irische Einwanderer kamen zuerst, später folgten überwiegend Slowaken und kleinere Gruppen von Tschechen, Österreichern und Ungarn. Die heutigen Einwohner sind Nachkommen dieser Minenarbeiter.
Durch die prosperierende Kohleförderung und die neu hinzugekommene Glasindustrie entwickelte sich ein zunehmender Wohlstand. Eine 1884 vorgenommene Erhebung des Illinois Bureau of Labor Statistics brachte hervor, dass 20 % der der Minenarbeiter in eigenen Häusern lebten.
In seiner 1877 erschienenen Geschichte des LaSalle County bemerkte der Autor H. F. Klett:
Wahrscheinlich hat keine Stadt … in Illinois, mit Ausnahme der großen Stadt Chicago, ein solch rasantes Wachstum wie Streator. Von einem kleinen Lebensmittelgeschäft … hat sich der Ort zu einer prosperierenden Stadt mit 6.000 tüchtigen Einwohnern entwickelt. Kirchen, Schulen, große Läden und ansehnliche Wohnhäuser mit hübschen Gärten schmücken heute den primitiven Ort von vor zehn Jahren während die Maschinerie weiter brummt und die geschäftigen Straßen ein unmissverständliches Zeugnis für die Bedeutung wirtschaftlichen Wachstums ablegen.
Zusätzlich zur Kohle gab es in der Umgebung von Streator auch umfangreiche Vorkommen von Lehm und Ton, sodass auch Ziegeleien und Keramikindustrie entstand. Der wichtigste Exportartikel von Streator war die Kohle, aber die Bekanntheit der Stadt resultierte aus seiner Glasindustrie. Zu Beginn des 20. Jahrhunderts wurde Streator als „Hauptstadt der Glasindustrie“ bezeichnet.
Das Wachstum hielt bis Anfang des 20. Jahrhunderts an. Die Kohle wurde aber nun zusehends durch Gas und Öl abgelöst, was zur Schließung eines Großteils der Kohlengruben in den 1920er Jahren führte. Die letzte schloss im Jahre 1958. Während andere Regionen im LaSalle County weiter wuchsen, erreichte die Einwohnerzahl in Streator im Jahre 1960 ihren Höhepunkt und sank seitdem. Viele Gebäude in der Innenstadt verfielen. Ein Grund für die Stagnation war auch, dass die Stadt keinen direkten Zugang zu großen Fernstraßen hatte.
Deswegen wurde im Jahre 2007 ein Plan zur Verbesserung der Verkehrsinfrastruktur beschlossen.

## Wirtschaft
Streator ist nach dem Industriellen Worthy S. Streator benannt. Die Entwicklung der 1868 gegründeten Stadt hing in dieser Zeit stark von der Kohleförderung, der Glasindustrie und der Bedeutung als wichtiger Eisenbahnknotenpunkt ab. Heute sind die wichtigsten Firmen der Schwermaschinenbauer Vactor, der Nahrungsmittelhersteller U.S. Foodservice und der Glashersteller Owens-Illinois.

## Demografische Daten
Bei der Volkszählung im Jahre 2000 wurde eine Einwohnerzahl von 14.190 ermittelt. Diese verteilten sich auf 5.746 Haushalte in 3.660 Familien. Die Bevölkerungsdichte lag bei 960,7/km². Es gab 6.149 Wohngebäude, was einer Bebauungsdichte von 416,3/km² entsprach.
Die Bevölkerung bestand im Jahre 2000 aus 94,3 % Weißen, 2,1 % Afroamerikanern, 0,2 % Indianern, 0,5 % Asiaten und 1,5 % anderen. 1,5 % gaben an, von mindestens zwei dieser Gruppen abzustammen. 6,6 % der Bevölkerung bestand aus Hispanics, die verschiedenen der genannten Gruppen angehörten.
25,9 % waren unter 18 Jahren, 8,3 % zwischen 18 und 24, 25,9 % von 25 bis 44, 21,0 % von 45 bis 64 und 19,0 % 65 und älter. Das mittlere Alter lag bei 38 Jahren. Auf 100 Frauen kamen statistisch 91,7 Männer, bei den über 18-Jährigen 87,3.
Das mittlere Einkommen pro Haushalt betrug $33.868, das mittlere Familieneinkommen $43.774. Das mittlere Einkommen der Männer lag bei $34.932, das der Frauen bei $20.994. Das Pro-Kopf-Einkommen belief sich auf $16.650. Rund 8,3 % der Familien und 11,3 % der Gesamtbevölkerung lagen mit ihrem Einkommen unter der Armutsgrenze.

## Töchter und Söhne der Stadt
- Clarence E. Mulford (1883–1956) – Erfinder der Cowboyfigur Hopalong Cassidy
- Edward H. Plumb (1907–1958) – Filmkomponist
- Dan Riss (1910–1970) – Schauspieler
- Clyde Tombaugh (1906–1997) – Astronom, Entdecker des Pluto

## Bilder

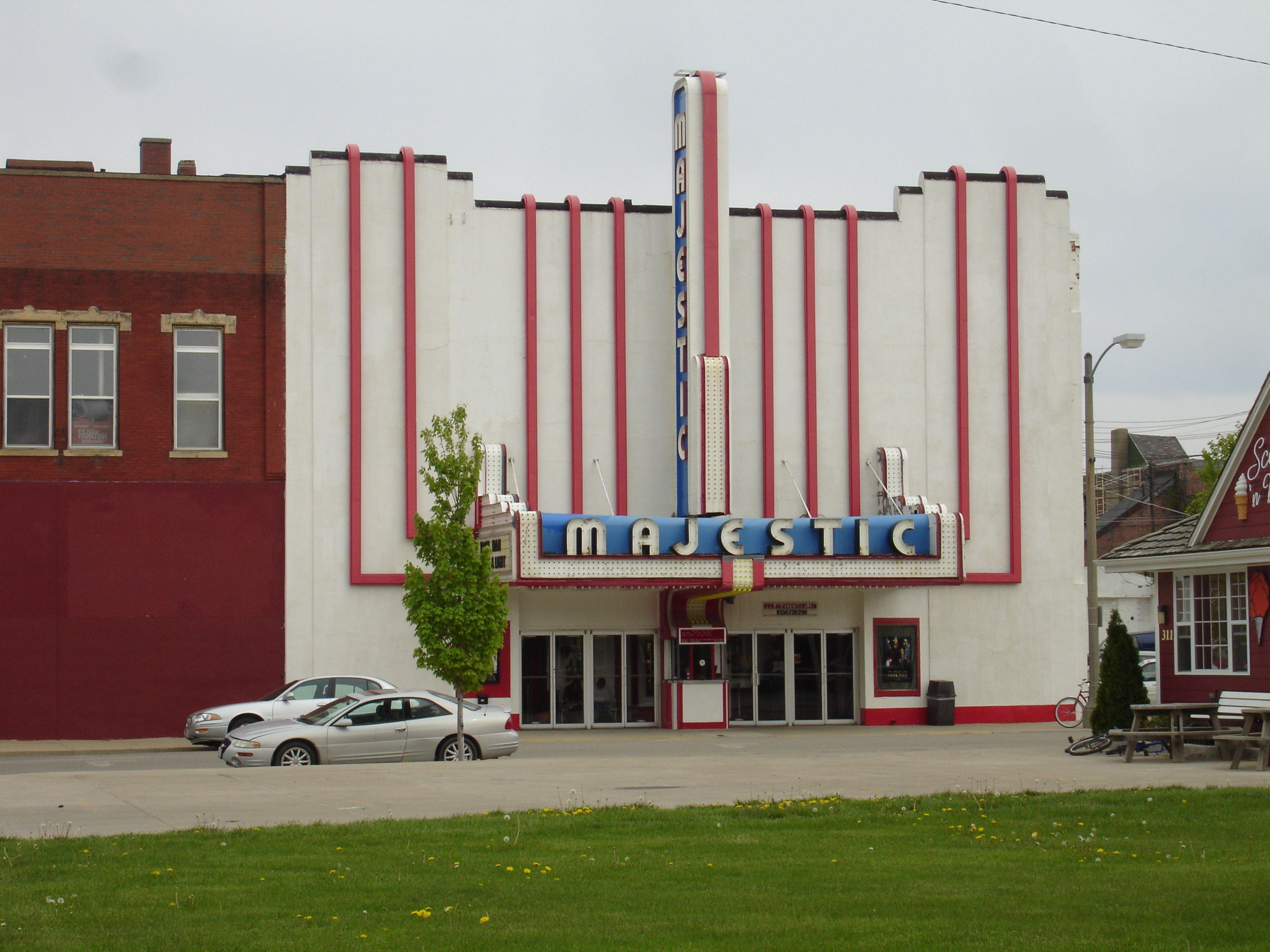
Majestic Theatre in Streator
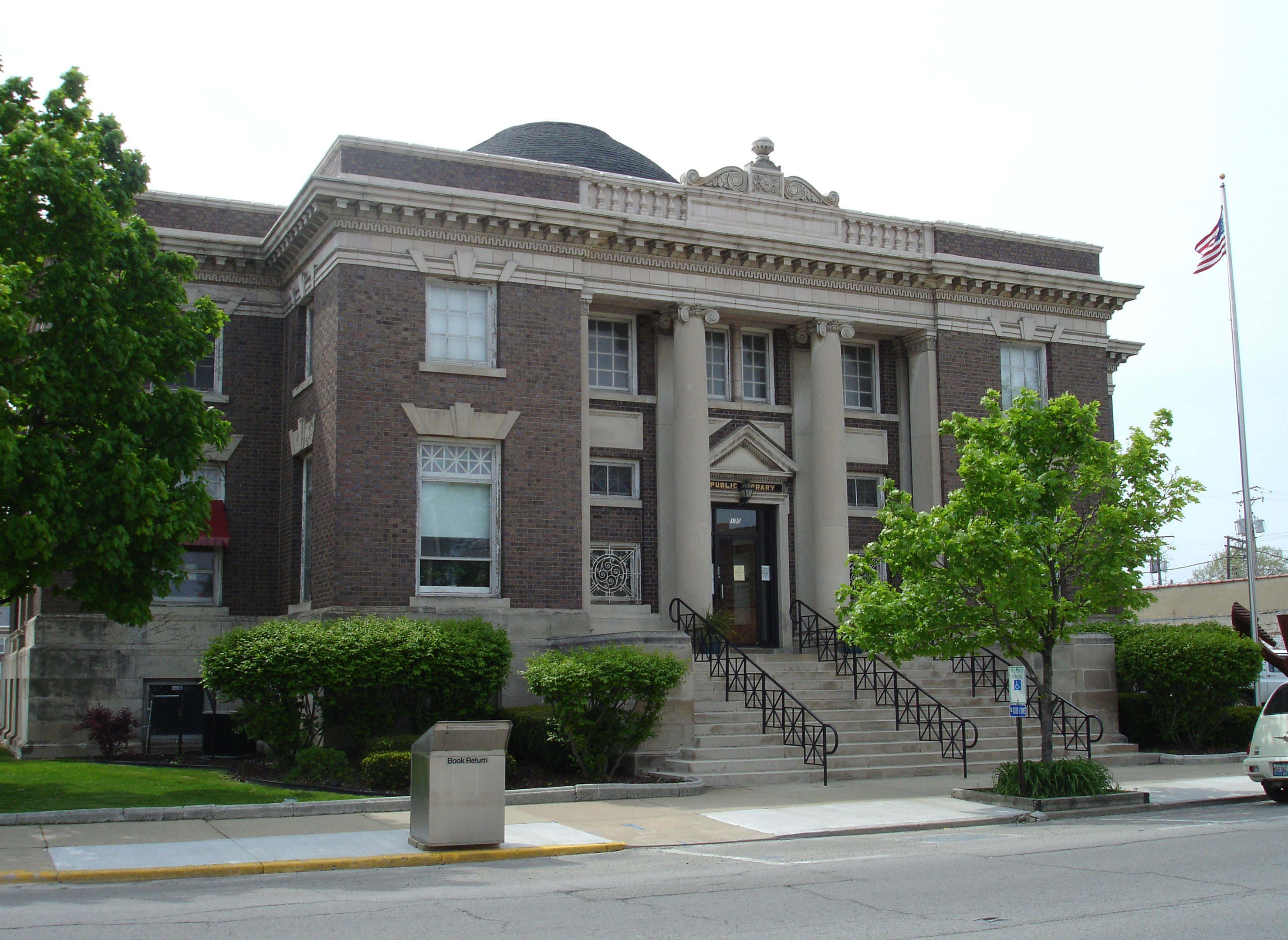
Die Carnegie Library, das Gebäude fand Aufnahme in das NRHP
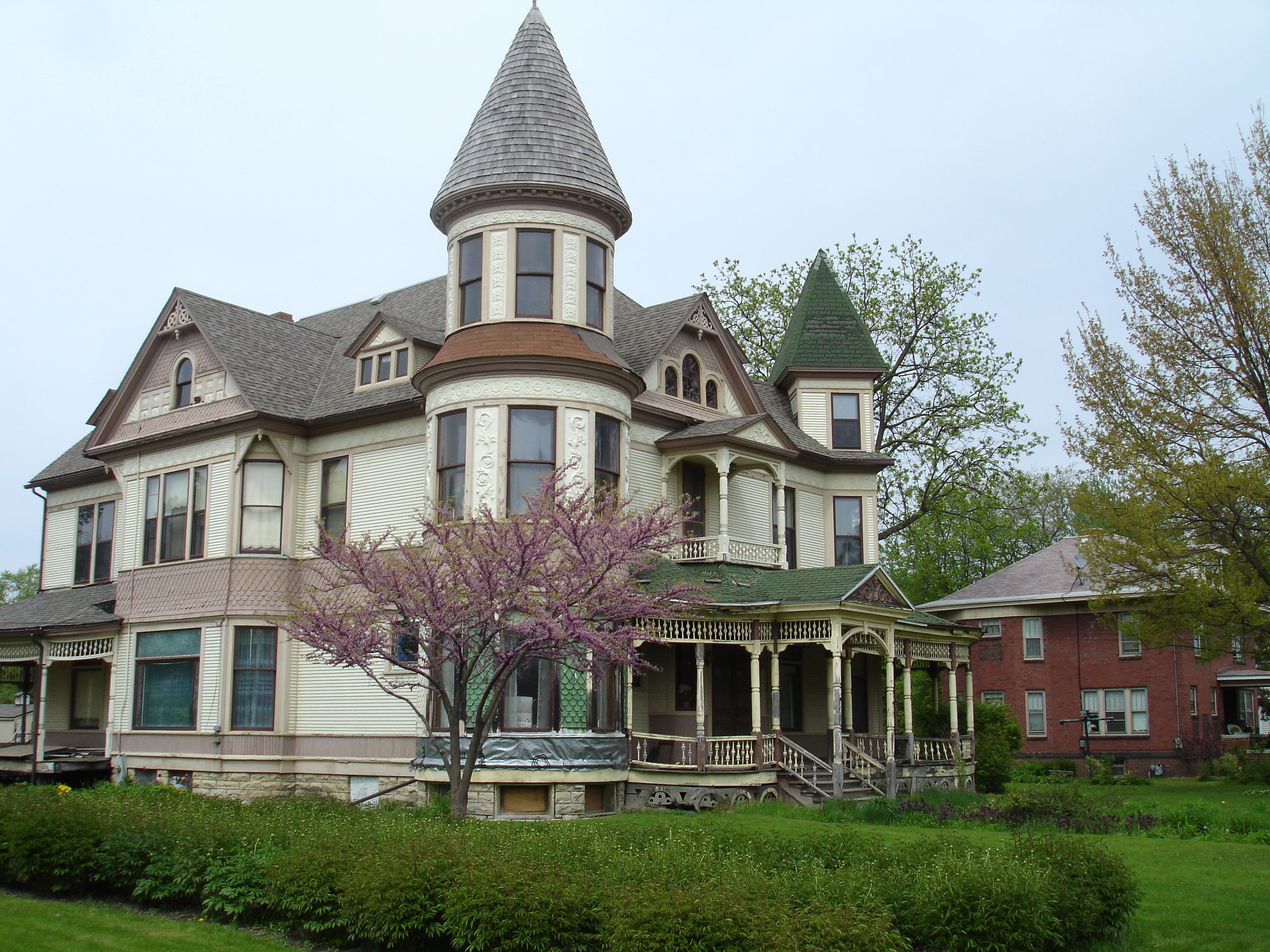
Das Silas Williams House (NRHP)
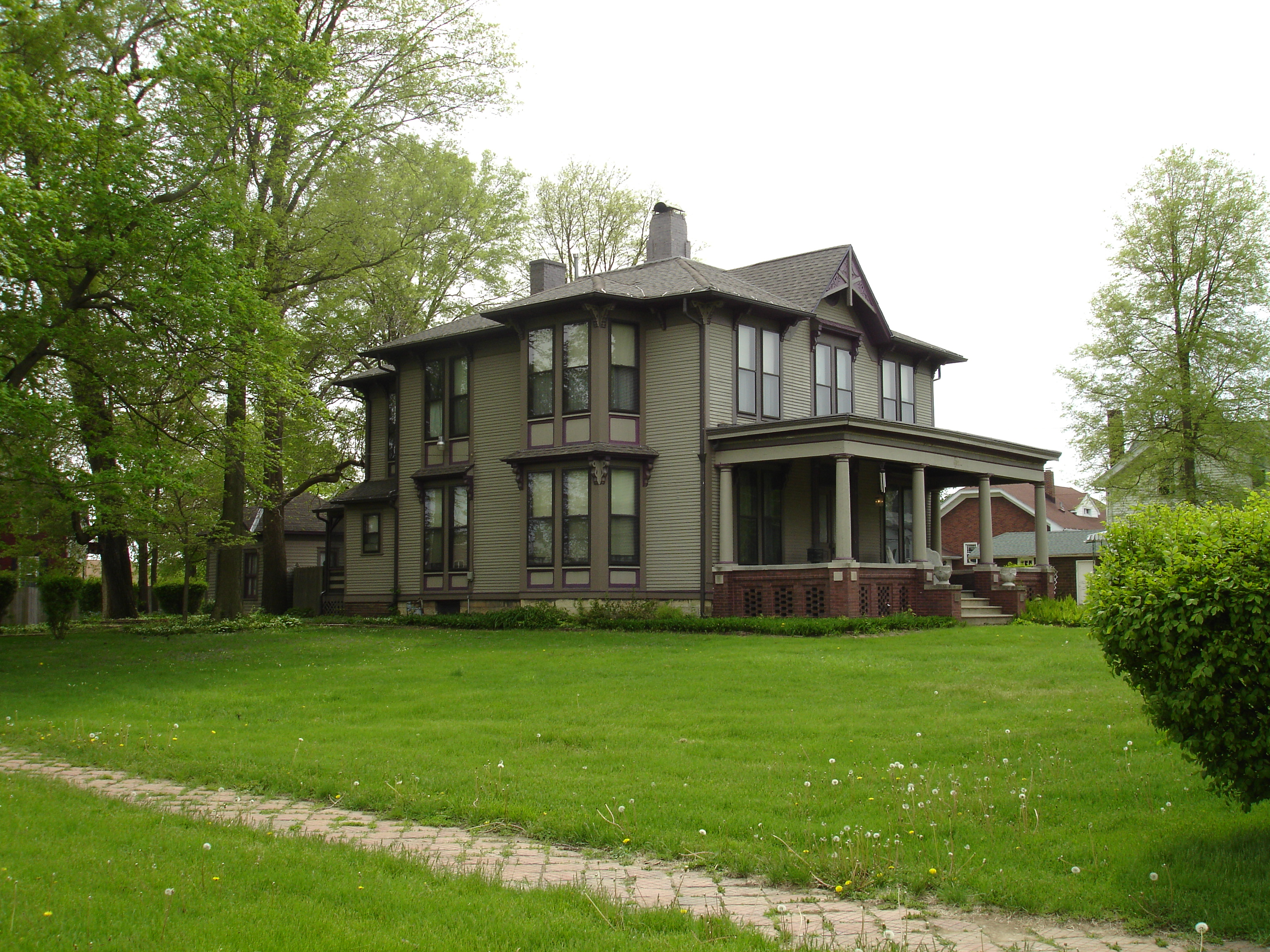
Das Ruffin Drew Fletcher House (NRHP)